# 肯辛頓
肯辛頓（英語：Kensington）是倫敦的一個地區，位於倫敦西部，在行政區劃上屬於肯辛頓-切爾西皇家自治市。著名的肯辛頓花園位於肯辛頓東北。肯辛頓地區的商業中心是肯辛頓高街。

## 外部連結
- The Kensington District （页面存档备份，存于）, by Geraldine Edith Mitton, 1903, from Project Gutenberg